# Šumadija
Šumadija (em sérvio:  Шумадија — pronúncia: ʃumǎdija) é uma região geográfica na faixa central da Sérvia, continente europeu. Esta área originalmente apresentava densa cobertura vegetal, daí o nome na língua sérvia, šuma, que significa floresta. A cidade de Kragujevac é o polo da região, e o centro administrativo do distrito de Šumadija e da região estatística de Šumadija e Sérvia Ocidental. O solo é muito fértil, possibilitando a fruticultura extensiva — maçãs, uvas, ameixas, etc.

## Etimologia
Šumadija recebeu este nome devido às emaranhadas florestas que cobriam a região, particularmente nos séculos XVI e XVII. Tal mata foi preservada até o início do século XIX, com menções na literatura e na tradição. Bertrandon de la Broquière, em sua passagem pela Sérvia, relatou que na estrada entre Palanka e Belgrado, "passou através de muito extensas florestas". Durante a regência do príncipe Miloš Obrenović, foi documentado que nas florestas "ninguém podia andar de lado a lado, muito menos a cavalo". Quando Alphonse de Lamartine viajou à Sérvia em 1833, descreveu as florestas "como se estivesse no meio das florestas norte-americanas".
Na vila de Jasenica, os locais separados pelos colonizadores para abrigar as futuras residências de seus parentes precisavam ter as árvores cortadas e queimadas previamente, um processo que levava anos; a floresta era intransponível a ponto de alguém poder andar por dias em seu interior sem ver o sol. Os habitantes da região receberam a denominação Šumadinci, utilizado para se referir a quem mora no polígono delimitado por Morava a leste, Kolubara a oeste e as montanhas de Crni Vrh, Kotlenik e Rudnik a sudeste, sul e sudoeste, respectivamente.

## Geografia
Šumadija está localizada entre os rios Sava e Danúbio ao norte, o rio grande Morava a leste, rio Morava Ocidental a sul, e rios Kolubara, Ljig e Dičina a oeste. Algumas interpretações — como a do geógrafo Jovan Cvijić e a do etnologista Jovan Erdeljanović — definem o limite norte de Šumadija entre as montanhas Avala e Kosmaj. De acordo com esta versão, a capital sérvia, Belgrado, não pertence a esta região.
A zona central de Šumadija é conhecida por sua horticultura, tendo como principais produções os cultivos de ameixas, maçãs, peras, damascos, pêssegos, nozes, cerejas, morangos e framboesas.
Geologicamente Šumadija inclui formações de urânio-235, como o maciço granítico de Brajkovac, e também os maciços vulcânicos de Medvednjak, Rudnik, e carste de Borač, com alto conteúdo médio de urânio e tório.

## História
Sítios arqueológicos neolíticos das culturas de Starčevo e Vinča (5500—4500 A.D.) podem ser encontrados espalhados por Šumadija. Povoamentos humanos da fase tardia de Starčevo estão presentes em todo o território de Šumadija central. A caverna de Risovača é um dos mais importantes sítios arqueológicos do paleolítico na Europa. Outros sítios neolíticos notáveis incluem Grivac e Kusovac a oeste, Divostin no centro e Dobrovodica e Rajac a leste.

### Medievo
Eslavos colonizaram os Bálcãs nos séculos VI e VII, e Šumadija estava localizada diretamente a nordeste da Ráscia, o centro do principado da Sérvia; é incerto até exatamente onde a fronteira com o Primeiro Império Búlgaro se estendia durante o século X. O príncipe Zacarias uniu diversas tribos eslávicas que compartilhavam esta fronteira com os búlgaros, levando-as a se rebelarem contra estes últimos na década de 920. Tzéstlabo e Constantino Bodino podem ter anexado partes de Šumadija. A metade austral de Šumadija veio então a ser regida por Estêvão Nemânia e a dinastia Nemanjić.
Šumadija central é dividida em três parcelas, Gruža, Jasenica e Lepenica, que provavelmente existiram como divisões administrativas ou župe (condados) durante o período bizantino. Destas, Gruža foi mencionada no início do século XI como uma província periférica. Já a província de Lepenica, na condição de župa, oficialmente integrou o domínio de Nemânia em 1183; Nemânia então a outorgou como propriedade (metochion) de seu dote (o monastério Hilandar), posteriormente confirmado pelo próprio na crisobula de 1198. A província de Dendra, que foi governada pelo sérvio Dessa, tem sido interpretada por alguns estudiosos como a Šumadija contemporânea. Também há a interpretação de que a antiga Toplica é Šumadija, mas concluiu-se que a primeira se loca na vicinalidade de Niš, Leskovac (Glubočica e Dubočica históricas).
O Estado sérvio medieval findou com a queda do despotado sérvio em Šumadija no século XV.

### Período moderno e contemporâneo
Quando do fim do despotado sérvio, a região estava desenvolvida, concentrando riqueza e população, conforme relato dos viajantes que percorreram Šumadija neste período. Muitos topônimos que perduram até a contemporaneidade confirmam antigos assentamentos, igrejas e monastérios (selište, crkvine, manastirine, kućerine, podrumine, varoševo, etc.), assim como cemitérios. A invasão otomana e os eventos que tomaram lugar em Šumadija até o início do século XIX foram as causas primárias para a migração dos habitantes, que se mudaram antes da chegada dos otomanos, abrigando-se nas montanhas e nas ravinas, ou evadindo completamente a região. Os assentamentos desapareceram, com igrejas e monastérios destruídos, e os números populacionais constantemente diminuíram. Um viajante, Gerlach, descreveu o caminho de Batočina para Palanka:
"Eu não pude encontrar qualquer traço de assentamentos ou cultura, em todo lugar há terra arrasada, nem uma única porção de terra tem sido cultivada, não há uma única vila."
Pavle Bakić, que possuía propriedades em Venčac, retirou-se entre 1515 e 1522 para a Hungria, com um grande grupo de pessoas. Schweiger, que atravessou a Sérvia em 1577, registrou que viajou de Kolar através de uma região deserta, escassamente colonizada e má processada; em três dias não visualizou mais que cinco vilas pobres. Em grupos ou sozinhas, famílias deixaram sua terra natal, cruzando (preko) rios (Prečani), em direção à Sírmia, Banato, Bačka, Eslavônia, Bósnia e outras regiões. Esta evasão continuou até o fim do século XVIII, retomando após 1813. Durante a guerra austro-turca (1787-1791), em 1788, a população de algumas vilas de Šumadija (Koraćice, Nemenikuća e Rogače) também fugiu. Milovan Vidaković estava neste grupo, descrevendo que as vilas que encontravam durante a fuga estavam todas cobertas por grama e ervas daninhas, completamente desabitadas. Do período pós-1813, por exemplo, há o registro de que os pais do ativista Ilija Milosavljević-Kolarac fugiram com o restante dos camponeses, para se abrigar em frente ao exército otomano. Em Orašac cruzaram o Danúbio e estabeleceram-se em Crepaja, posteriormente retornando às casas em sua terra natal.
Em adição à emigração, havia juntamente imigração, dependendo das circunstâncias vigentes em Šumadija. Com o fim da guerra austro-turca e após o estabelecimento da Sérvia ocupada pelos Habsburgos (1788-92, fronteira de Koča), a situação de Šumadija tornou-se mais estável, e a região presenciou um aumento no influxo de colonizadores, com o ápice sendo atingido após a eclosão da Primeira Revolta Sérvia em 1804. Nas primeiras décadas do século XIX, Šumadija recebeu a maior parte de sua população. À época a fértil região estava libertada e esparsamente povoada, o que atraiu colonizadores.
Durante o século XVIII, as florestas e colinas de Šumadija foram o refúgio dos haiduques que lutaram contra a ocupação otomana. Partes do sanjaco de Smederevo, abrangendo toda Šumadija, foram liberados pelo exército austríaco em 1718, resultando no estabelecimento do Reino da Sérvia (1718-1739). Após a Guerra Russo-Turca (1735–1739), o sanjaco foi restabelecido. Em 1788, o Corpo Livre Sérvio, organizado pelos Habsburgos, libertou Šumadija; com o subsequente envolvimento militar austríaco, Šumadija foi reunida com o resto do sanjaco e passada para o domínio dos Habsburgos. A Primeira Revolta Sérvia proporcionou a liberação da região, conseguida por rebeldes sérvios auto-organizados e liderados por Karađorđe, herói nacional da Sérvia e nascido em Šumadija. A Segunda Revolta Sérvia em 1815, liderada por Obrenović, repeliu as forças otomanas com sucesso, e por volta de 1830, obteve soberania para a Sérvia, levando à independência da Sérvia central após vários séculos de ocupação otomana.
Durante 1922 e 1929, uma das unidades administrativas do reino da Iugoslávia foi o Šumadijska Oblast. Grosso modo, incluía território do presente distrito de Šumadija, e tinha sua sede administrativa em Kragujevac — que continua a ser a sede do distrito contemporâneo.

## Cultura
A roupa tradicional da Sérvia mais comum é a de Šumadija. Inclui o chapéu nacional, o Šajkača, e o calçado tradicional em couro, Opanak. Aldeões longevos costumam vestir suas roupas tradicionais.
Esta fértil região é particularmente conhecida por suas ameixas e o Slivovitz (Šljivovica), conhaque feito a partir da fruta, e bebida nacional da Sérvia. Ameixa e seus derivados são importantes para os sérvios e parte de numerosos costumes. A Sérvia é o país que mais exporta Slivovitz no mundo, e o segundo maior produtor de ameixas.
Šumadija já foi tema de canções interpretadas por cantores sérvios como Era Ojdanić, Miroslav Ilić, Olivera Katarina e Predrag Gojković-Cune.

### Antropologia
Jovan Cvijić estudou 8,894 famílias e seus parentes, que viviam em 52,475 residências espalhadas pelas regiões de Šumadija (Kačer, Gruža, Lepenica, Kragujevačka Jasenica, Smederevsko Podunavlje, Jasenica e Kosmaj) e em vilas ao redor de Belgrado. Destas famílias, apenas 464 (em 3,603 residências) eram "velhas" (starinci), também chamadas "nativas". Este número é próximo ao de famílias com linhagem desconhecida (470 em 2,464 residências), enquanto o restante da população era composto por colonos — 7,960 famílias, 46,408 residências. Šumadija foi colonizada pela quase totalidade das regiões do então reino da Iugoslávia, ainda que a maior leva tenha sido proveniente de áreas dináricas, como Montenegro, Bósnia e Herzegovina, Ráscia e Sandžak, Dalmácia e Lika. Contingentes menores eram originários da província autônoma de Kosovo e Metohija e demais regiões iugoslavas.
De acordo com os estudos de Cvijić, aproximadamente 90% das famílias de Šumadija descendem de colonizadores de vários grupos étnicos da Sérvia. O grupo dinárico era o predominante, enquanto outras regiões de eslavos meridionais constavam em percentuais menores. Esta população diversa se misturou, permeou e uniformizou, criando assim o grupo etnográfico Šumadinci, com traços físicos característicos. Cvijić também notou:
"Tradicionalismo rígido desapareceu quase que completamente. Todos adaptam-se a novos modos de vida. Há menos conversa, menos poemas épicos e preferências épicas do que em um povo dinárico puro."

## Assentamentos
Esta seção apresenta cidades e vilas com população superior a 20,000 habitantes:
| Kragujevac (150,835) | Čačak (73,331) |  | Kraljevo (68,749) | Smederevo (64,175) |  | Jagodina (37,282) | Lazarevac (26,006) |  | Aranđelovac (24,797) | Gornji Milanovac (24,216) |  | Mladenovac (23,609) | Smederevska Palanka (23,601) |